# Aspergillus melleus
Aspergillus melleus är en svampart som beskrevs av Yukawa 1911. Aspergillus melleus ingår i släktet Aspergillus och familjen Trichocomaceae.   Inga underarter finns listade i Catalogue of Life.